# 任德
任德（1486年—？年），字主善，明朝政治人物。

## 生平
河南鄉試第六十八名舉人。正德六年（1511年）中式辛未科會試第一百二十八名，登第三甲第一百二十八名進士。

## 家族
曾祖任原；母姚氏。